# История систематики птиц
История систематики птиц берёт своё начало с работ Аристотеля, который для описательных целей делил «genos» Ornithes на несколько больших групп по грубым морфологическим признакам и особенностям рациона. Схожих принципов придерживались Плиний, Белон, Альдрованди, Чарлтон; анатомические признаки при классификации птиц применил Койтер, изобразив в своём трактате раннее подобие кладограммы.
В отличие от ранних каталогов птиц, Уиллоби и Рэй во второй половине XVII века предложили систему птиц, в которой группы схожи с современными семействами, а отдельные элементы легли в основу определения понятия вид. При описании они впервые использовали короткие диагнозы, пытаясь разносторонне охарактеризовать группу. «Система природы» Линнея, которая со временем стала основой биологической систематики, базируется на этой классификации птиц. В первом издании Линней определял шесть отрядов класса птицы, 65 родов и 554 вида; многие роды в современном представлении соответствуют объёму семейств. Опубликованные примерно в то же время работы Бриссона, Бюффона, Боддерта и некоторых других орнитологов не использовали биноминальную номенклатуру из-за чего в конце XVIII века началась гонка новых видов, которая сопровождалась огромной путаницей из-за разобщённости научного сообщества. Многие первичные описания видов того времени формально принадлежат Мюллеру, Гмелину, Лейтему и Вьейо.
Вторая волна связана с появлением работ Чарлз Дарвина об эволюции и естественном отборе, а третья — филогенетическим анализом и молекулярными исследованиями середины XX века.

## Периодизация
Мюррей Брюс (Murray D Bruce), автор вступительной статьи о систематике птиц к 8-му тому энциклопедии Handbook of the Birds of the World, определил три волны её развития, которым предшествовали попытки классификации по аристотелевским принципам, базирующимся на функциональных особенностях и неизменности. Начало первой волны Брюс связывает с десятым изданием «Системы природы» Карла Линнея, увидевшим свет в 1758 году. Около ста лет понадобилось чтобы применённый в нём подход стал основой биологической систематики. Вторая волна связана с появлением работ Чарлза Дарвина об эволюции и естественном отборе, а третья — филогенетическим анализом и молекулярными исследованиями середины XX века. Схожие периоды становления систематики выделяли Николай Николаевич Карташёв и Эрвин Штреземан.

## Аристотелевские принципы

### Древний мир
Среди дошедших до наших дней трактатов Аристотеля (384—322 до н. э.) три — «История животных», «О частях животных» и «О возникновении животных» — посвящены зоологии и включают все знания того периода о животных. Аристотель применял сравнительный метод и принцип аналогии, он исходил из позиций общности всего живого и постепенно повышал уровни организации, объединив всех известных ему животных в несколько соподчинённых групп. Аристотель рассматривал две классификационные единицы: «genos» для больших групп и «eidos» для отдельных форм. Брюс связал их с современными отрядами и видами, а Карташёв отмечал, что Аристотель разделял высшие роды, примерно соответствующие классам, большие или низшие роды, примерно соответствующие отрядам, а в некоторых случаях использовал роды в их современном понимании. Вместе с тем, Штреземан полагал, что Аристотель группировал птиц для описательных, а не для таксономических целей, его группировка была в первую очередь экологической.
Аристотель описал около 150 видов птиц (около 140 согласно Валери Шансигод и Эрвину Штреземану, около 170 согласно Брюсу, около 160, из которых 125 можно узнать, согласно Карташёву), разделив их на несколько групп по простейшим морфологическим признакам (когти, перепонки, пальцы) и по особенностям рациона (насекомоядные, зерноядные, плотоядные). По словам Брюса, в «genos» Ornithes Аристотель выделял пять групп: хищные Gamsonyches, плавающие Steganopodes, голуби Peristeroides, стрижи и ласточки Apodes, пятая группа включала всех остальных птиц. При таком делении все современные воробьинообразные птицы кроме ласточек попадали в одну группу, которая также включала некоторых других птиц, например, дятлов. Карташёв рассматривал классификацию птиц по Аристотелю иначе. По его мнению Аристотель относил птиц к 8 большим родам: кривокоготные или плотоядные птицы Gampsonyches, или Sarcophaga, разделялись им на дневную группу — орлы, ястребы, грифы, коршуны, соколы, и ночную группу — филины, сычи, совы; насекомоядные птицы Scolecophaga — козодои, трясогузки, коньки, корольки, пеночки; растительноядные птицы Acanthophaga, к которым он причислял трудноидентифицируемых мелких воробьиных птиц; фисташковоядные или «долбящие» птицы Schinopophaga — дятлы, пищухи, синицы; голубеобразные птицы Peristeroides; водные раздельнолапые птицы Parydra schizopoda — цапли, колпицы, кулики, скопа, орлан-белохвост; перепончатолапые (водоплавающие) птицы Steganopoda — утки, поганки, бакланы, лебеди, гуси; и тяжёлые (наземные) птицы Barea — перепела, куропатки, кеклики, фазаны. При этом Аристотель пропустил часть видов, упоминаемых им в других работах, в частности, отсутствуют соловей, дрозды, ворон, щурки, попугай, дрофа.
Система Плиния (23—79) базируется на строении лап, которое он считал важнейшей характеристикой птиц, но её детали слабо упорядочены. Посвящённый птицам десятый том «Естественной истории» начинается с африканского страуса, которого Плиний полагал наиболее близким к четвероногим. Многие столетия учёные лишь повторяли рассуждения Аристотеля и Плиния, применяя их к всё большему объёму данных. На их фоне выделяется работа императора Священной Римской империи Фридриха II (1194—1250), который увлекался соколиной охотой и построил классификацию птиц на основе экологических особенностей, рациона, поведения, миграции, анатомии, оперения и линьки. Из-за того, что император был отлучён от церкви и его трактат был долгие годы недоступен, многие поздние исследователи не могли познакомиться с ним.

### Возрождение
Разнообразие новых видов, привозимых путешественниками из дальних странствий, а также усовершенствование работы анатомистов заставило учёных эпохи Возрождения отойти от классических трудов древности и заняться вопросами классификации видов. Карташёв относил к этому периоду проблему большого числа видов, сложности ориентации в материале и необходимость системы, облегчающей поиск нужного вида.

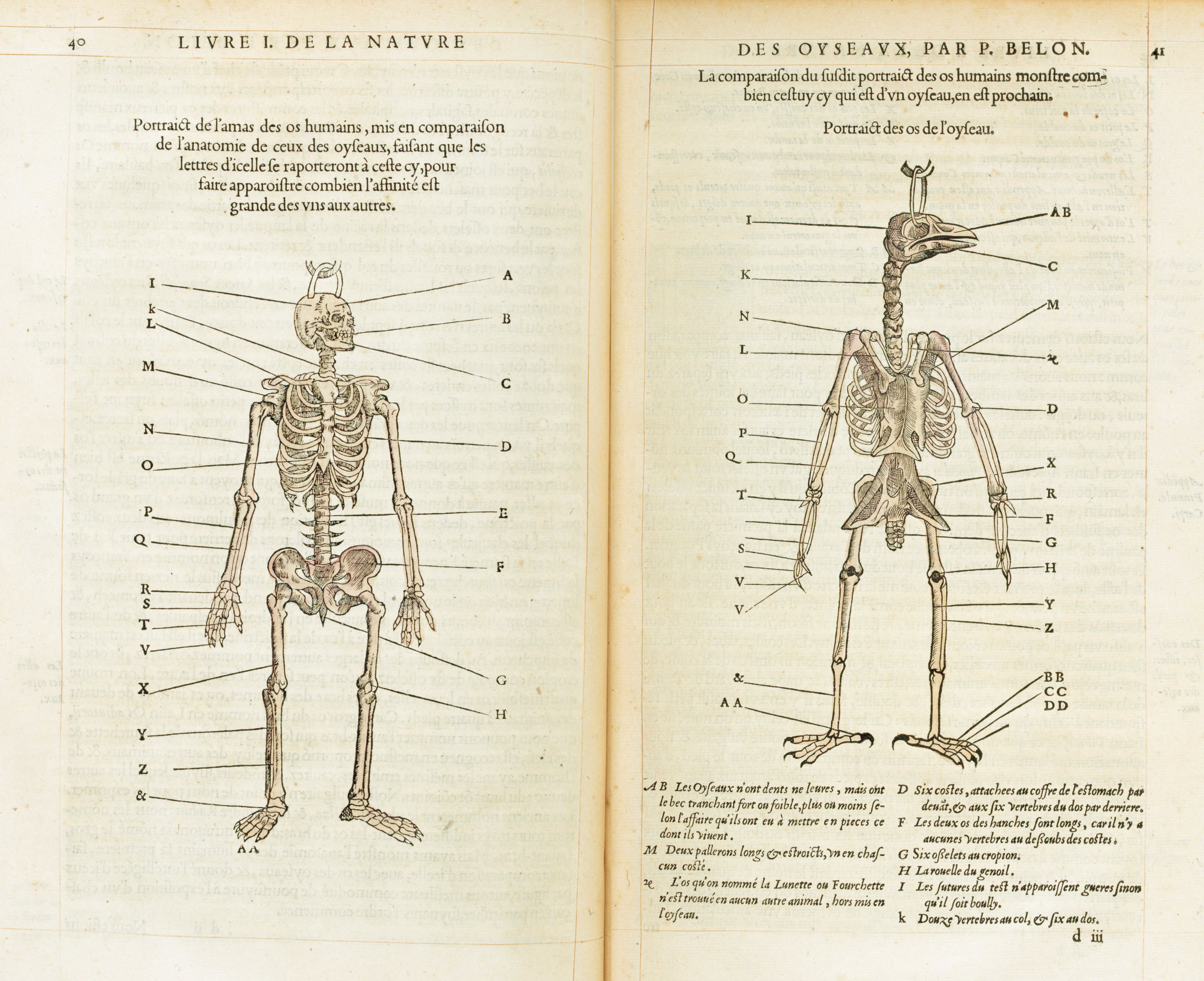
Сравнение скелета птицы и человека в трактате Белона

Французский учёный-путешественник Пьер Белон (ок. 1517—1564) в 1555 году подготовил трактат L’histoire de la nature des oyseaux, avec leurs descriptions, et naifs portraicts, retirez du naturel, в котором описал около 300 видов птиц, которых видел сам. Книга включает семь томов, первый из которых посвящён анатомии, физиологии и биологии птиц, а остальные — отдельным группам птиц согласно классификации, основанной на их образе жизни и внешнем облике. Белон объединил птиц в шесть групп: хищные птицы (как дневные, так и ночные), водные птицы с плавательными перепонками (разделяя при этом обитателей пресных и солёных водоёмов), болотные птицы со свободными пальцами (околоводные цапли, кулики, а также зимородок и щурка), наземные птицы (страус, куриные, жаворонки и другие), крупные древесные и кустарниковые птицы, мелкие древесные и кустарниковые птицы (в том числе ласточки). Отличия классификации Белона от классификации Аристотеля, который несомненно оказал влияние на работу средневекового путешественника, Карташёв связывает с тем, что Аристотель основывался на сходстве рациона, в то время как Белон — на сходстве местообитаний, обращая внимание на такие внешние признаки, как размер и форма клюва и лап, окраска и характер оперения. Задолго до появления в XVIII веке сравнительной анатомии, Белон поместил рядом скелеты человека и птицы и указал на их схожее строение, отметив гомологические части одинаковыми обозначениями, однако не сделал никаких предположений и не пытался использовать анатомические особенности для классификации птиц.
В 1599—1603 годы Улиссе Альдрованди (1522—1605) из Болоньи подготовил трёхтомный труд Ornithologiae. Ему были доступны птицы из Азии, Африки и Америки, в частности туканы, птицы-носороги и казуары. помимо «аристотелевских» групп он выделял певчих птиц, а также птиц, купающихся в пыли или в пыли и воде. В отдельную группу он поместил птиц с сильным клювом — хищников, попугаев, воронов, дятлов, пищух, щурок, клестов.
Нидерландский анатом Волхер Койтер (1534—1576), в трактате De avium sceletis et praecipius musculis 1575 года впервые предложил классификацию птиц согласно их анатомическим особенностям. В секции De differentiis avium он попытался построить диаграмму птиц на основе ключевых факторов, предвосхищая появившиеся позднее кладограммы. В основе классификации Койтера лежало строение лапы и расположение пальцев; сначала он делил птиц с перепончатыми лапами или раздельными пальцами, потом по форме когтя, расположению пальцев, размерам перепонок. Немецкий естествоиспытатель Каспар Швенкфельд (1563—1609) написал трактат, посвящённый фауне родной Силезии. Для классификации птиц он выделял 17 типов среды обитания, девять типов рациона, определял миграцию птиц, форму лапы и цвет. В виду запутанности этой системы он расположил птиц в алфавитном порядке.
Английский натуралист Уолтер Чарлтон (1619—1707) посвятил первый том трактата Onomasticon Zoicon в 1668 году классификации всех живых существ, второй — анатомии, а третий — минералогии. В основе его классификации птиц лежало аристотелевское деление на наземных и водных птиц. Наземных птиц он делил на основе рациона: плотоядные (орлы, ястребы, сорокопуты, соколы, кукушка, попугаи, вороны, совы, козодой, страусы); зерноядные (курицы, гуси, голуби и воробьи), которых он делил на три группы — купающихся в пыли, в пыли и в воде, поющих птиц (жаворонки, щеглы, чижи, зяблики, мухоловки); ягодоядные (дрозды, скворцы и дубонос); насекомоядные (дятлы, поползни, синицы, соловьи), которых он делил на две группы — певчие и не певчие. Водные птицы были поделены на перепончатолапых и раздельнолапых, при этом последние могли питаться рыбой (цапли, аисты, фламинго), насекомыми (зуёк, кроншнеп, коростель, травник, камышница, вальдшнеп, оляпка) или быть травоядными (журавли). Незнакомых экзотических птиц Чарлтон поместил в приложение в одну из двух групп: земные или водные. Карташёв замечал, что Чарлтон лишь перечислил все группы, упоминавшиеся Аристотелем и Альдрованди, базируясь на поведении и характере питания, обращая мало внимания на внешние морфологические признаки, а также допуская фактические ошибки. Брюс считал работу Чарлтона последней попыткой классификации птиц на основе принципов, предложенных Аристотелем.

### Ornithologiae libri tres
Прорывом в области орнитологических знаний стала работа английских натуралистов Фрэнсиса Уиллоби (1635—1672) и Джона Рэя (1627—1705) Ornithologiae libri tres (1676), которую Рэй опубликовал уже после смерти своего друга и соавтора. По словам Штреземана, они смогли отринуть представления, продержавшиеся в научном мире около двух тысяч лет. Классификация птиц в этой работе основана на морфологических принципах, которые Брюс назвал «триумфом формы над функциями» (англ. the triumph of form over function), обращая внимание на то, что полученные группы схожи с современными семействами.
Чайки это: водные птицы; могут плавать на воде, перепончатолапые; с короткими ногами; четырёхпалые; с одним пальцем направленным назад; с узкими клювами; с клювом острым на конце и довольно прямым; с длинными крыльями и искусным полётом.
Птицы в этой классификации делятся на наземных и водных, которые в свою очередь делятся на многочисленные более мелкие группы. Например, птицы с длинными когтями и загнутым клювом делились ими на дневных и ночных хищников, а водные птиц — на тех, которые умеют плавать, или ходят вдоль берега. Они также исключили из птиц летучих мышей. В Synopsis methodica animalium Quadrupedum et Serpenti generis 1693 года Рэй предложил общую классификацию животных, которая почти полностью повторяя аристотелевские принципы, в то же время представляла собой систему, а не каталог, и была основана на большем наборе признаков. Карташёв полагает заслугой учёного определение понятия вид, как совокупность особей, похожих друг на друга как дети похожи на родителей. В то же время, для групп Рэй использовал понятие «genus» в аристотелевской интерпретации, не пытаясь построить иерархию или какое-либо представление о более высоких таксономических категориях. Для определения принадлежности птицы к той или иной группе авторы предложили дихотомический принцип деления, а для описания групп стали использовать короткие диагнозы, стремясь кратко, но разносторонне, охарактеризовать группу. Для некоторых групп птиц в классификации Уиллоби и Рэя достаточно было сделать три шага, для других — не менее восьми. Многие учёные, включая Карла Линнея, построили свою систему на основе работ Уиллоби и Рэя.

## Первая волна (1758—1850)

### «Система природы» Карла Линнея
Классификация шведского натуралиста Карла Линнея основана на иерархической системе: класс («classis»), отряд или порядок («ordo»), род («genus»), вид («species») и вариации («varietas»). Линней полагал, что к одному виду относятся особи, похожие друг на друга, как дети похожи на своих родителей. Он объединял сходные виды в род, сходные роды — в отряд и сходные отряды — в класс. Животных, относящихся к одному виду, но отличающихся от других особей, например, альбиносов, меланистов, некоторые случаи географической изменчивости вида, Линней называл разновидностями или вариациями, не придавая им таксономического значения.
Увидевшее свет в 1735 году, первое издание «Системы природы» включало лишь несколько листов с категоризацией от классов до родов. Определение родов и видов было значительно улучшено в последующих изданиях. Поначалу Линней верил, что все существующие виды являются неизменными творениями бога, и своей целью считал зафиксировать их многообразие; позднее он стал допускать, что новый вид может возникнуть в результате гибридизации, а виды одного рода ранее могли составлять один вид. В «Системе природы» материалы по каждому классу представлены единой схемой: после краткой характеристики класса следует перечень входящих в него отрядов с их краткой характеристикой, затем для каждого отряда следует перечень родов с краткой характеристикой каждого рода и перечень видов, в которым за каждым видовым названием следует диагноз вида (несколько внешних признаков, очень общее распространение, ссылки на авторов).

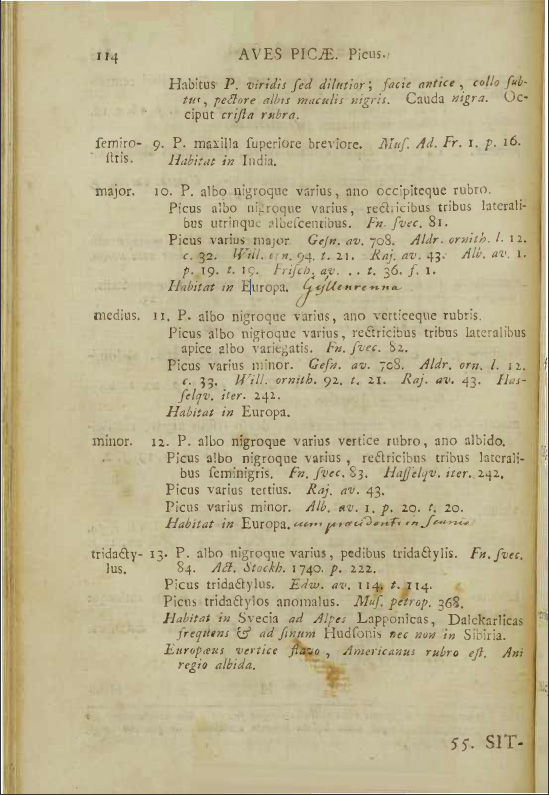
Первое научное описание большого пёстрого, среднего, малого пёстрого и трёхпалого дятлов

В систематике Линнея не используется деление птиц на земных и водных, за основу принято строение клюва и лап, характер покровов, расположение и форма ноздрей. В первом издании Линней определял шесть отрядов класса птицы, 65 родов и 554 вида. Биологическая номенклатура в современном её представлении берёт начало с десятого издания «Системы природы» Карла Линнея, опубликованного в 1758 году, в нём, при том же количестве отрядов, количество родов достигло 81. Многие принимаемые Линнеем роды в современном представлении соответствуют объёму семейств.
- Accipitres — хищные птицы. Роды Vultur (грифы), Falco (соколы, ястребы, коршуны, орлы, луни), Strix (совы, филины), Lanius (сорокопуты);
- Picae — сорочьи. Роды Corvus (врановые), Coracias (сойки), Oriolus (иволги), Sitta (поползни), Certhia (пищухи), Upupa (удоды), Paradisea (райские птицы), Picus (дятлы), Jynx (вертишейка), Ramphastos (туканы), Trochilus (колибри), Buceros (птицы-носороги), Trogon (трогоны), Psittacus (попугаи), Cuculus (кукушки), Crotophaga (ани), Merops (щурки), Alcedo (зимородки, тоди);
- Anseres — водоплавающие. Роды: Anas (утки, лебеди, гуси), Mergus (крохали), Alca (чистиковые), Pelecanus (бакланы, пеликаны), Phaeton (фаэтоны), Colymbus (гагары, поганки), Larus (чайки), Sterna (крачки), Rhyncops (водорезы), Diomedea (альбатросы), Procellaria (буревестники);
- Gralle — голенастые (до 10 издания — Scolopaces[2]). Роды: Phoenicopterus (фламинго), Platalea (колпицы), Ardea (цапли, аисты, журавли), Psophia (трубачи), Fulica (лысухи), Rallus (пастушки, погоныши), Tringa (улиты и другие кулики), Recurvirostra (шилоклювки), Scolopax (вальдшнеп, бекасы, кроншнепы, плавунчики), Charadrius (зуйки, ржанки), Haematopus (кулики-сороки), Otis (дрофы), Struthio (все страусовые).
- Gallinae — куриные. Роды: Phasianus (фазановые), Tetrao (тетеревиные и некоторые фазановые — куропатки, кеклики, перепел), Numida (цесарки), Pavo (павлины), Meleagris (индюки), Сrах (краксы, или гокко).
- Passeres — воробьиные. Роды: Loxia (клесты, дубоносы, зеленушки), Fringilla (вьюрки, чиж, воробьи и др.), Emberiza (овсянки), Hirundo (ласточки, стрижи), Turdus (дрозды), Muscicapa (мухоловки), Tangra (танагры), Parus (синицы), Motacilla (трясогузки, соловьи, славки), Alauda (жаворонки, коньки), Sturnus (скворцы), Columba (голуби), Caprimulgus (козодои).

Чёткая форма биноминальной записи Линея и последовательность применения принципов способствовали её быстрому распространению. Линней показал, что новые виды нужно не только описывать, но и встраивать в систему.

### Традиционные наименования
Во Франции в 1760 году Матюрен-Жак Бриссон (1723—1806), куратор частной коллекции птиц Рене Антуана Реомюра (1683—1757), опубликовал детальную работу Ornithologie, в шести томах которой дал описание почти 1500 видов. Несмотря на то, что в качестве ключевых характеристик он продолжал использовать строение клюва и лап, Бриссон увеличил число отрядов до 26 и добавил много новых родов (общее количество родов составило 115). По словам Брюса, классификация Бриссона в последующие 80 лет оставалась максимально приближённой к современной. В первых четырёх томах Бриссон использовал шестое издание «Системы природы» Линнея, и хотя позднее он дал понять, что знаком с биноминальной номенклатурой, он её не применял, из-за чего описанные им новые виды не получили официального признания. Собственная система Бриссона критиковалась за её сложность и не получила такого распространения как система Линнея. В его работе отряды имеют исключительно порядковые номера, смысловые обозначения отсутствуют.
Чтобы избежать попадания коллекции к своему основному сопернику — Жоржу-Луи Леклерку де Бюффону (1707—1788) — Реомюр завещал её Французской академии наук. Из-за дороговизны её хранения к 1760-му году коллекция попала в Дом короля, где её куратором стал Бюффон. Философские принципы, на которых Бюффон строил свою работу, а именно развитие Земли и всей жизни на ней, кардинально отличались от постулатов Линнея. Бюффон сделал попытку интерпретировать влияние климата, сезонов и рациона, из-за чего временами был вынужден группировать совершенно не связанные между собой виды. Птицам посвящён опубликованный в 1770—1783 годы труд Histoire naturelle des oiseaux, который вместил 973 цветные иллюстрации. Классификация Бюффона уступала по популярности линнеевской, её в первую очередь использовали для соответствия с цветными иллюстрациями, которые стали типовыми для многих видов.
Английскими названиями, вслед за Уиллоби и Рэем, пользовался валлийский натуралист Томас Пеннант (1726—1798), который в 1773 году начал публикацию Genera of Birds. Он безуспешно экспериментировал с линнеевской системой, но потеряв интерес к работе передал материалы Иоганну Рейнгольду Форстеру, который в 1781 году опубликовал немецкую версию, использующую систему Линнея. Последующие переработки и переиздания этой работы, осуществлённые Форстером и Пеннантом, последовательно переводили названия либо в британскую систему, либо в систему Линнея; устоявшегося подхода всё ещё не существовало.

### Переход к биноминальной номенклатуре
В конце XVIII — начале XIX веков большинство орнитологов занимались описанием новых видов и переописанием старых по правилам биноминальной номенклатуры. Созданию путаницы, когда один вид получал разные названия, способствовали разобщённость учёных и длительные войны между ними.
Из-за того, что Бриссон не признавал биноминальной системы, Линней включил в издание «Системы природы» 1766 года новые виды под своим именем. Аналогично поступил Филипп Людвиг Стаций Мюллер в 1776 году, используя виды из коллекции Бюффона. После этого последовала массовая латинизация названий птиц: Форстер в 1781 году дал латинские названия птицам из работы Питера Боддерта Pennant’s Indian Zoology, Боддерт в 1783 году дал латинские названия к иллюстрациям Бюффона (большинство из них ранее уже были переведены Мюллером), Джованни Антонио Скополи в 1786 году латинизировал названия в работе Пьера Соннеры. В 1788—1789 годы Иоганн Георг Гмелин (1748—1804) собрал всё вышеперечисленное в 13-м издании «Системы природы». Эллиот Куэс в 1880 году назвал его «трудолюбивым, но неизбирательным и некомпетентным компилятором» (англ. industrious but indiscriminate and incompetent compiler). Гонка новых видов продолжилась с изданием в 1790 году Index Ornithologicus Джона Лейтема (1740—1837), в которую вошли новые виды из Австралии, следующая австралийская коллекция попала к сопернику Лейтема — Джорджу Шоу (1751—1813) из Британского музея. С 1790-х годов в Англии используется преимущественно система Линнея, несмотря на попытку Лейтема издать в 1821—1828 году A General History of Birds в старой британской традиции.
Во Франции в продвижение биноминальной системы Линнея после смерти Бюффона вмешалась французская революция. Пьер Жозеф Боннатерре (1747—1804) в 1790 году начал Tableau encyclopédique et méthodique: Ornithologie, завершением которой уже в 1820-е годы занимался Луи Жан Пьер Вьейо. Систему Линнея использовал Жорж Леопольд Кювье (1769—1832), но его не сильно интересовали птицы. Кювье делил их на шесть отрядов, последовательно применял семейства, но для классификации использовал исключительно внешние признаки. Не пользовалась популярностью и классификация птиц подготовленная в 1799 году Бернаром Жерменом Ласепедом (1756—1825). В его системе было представлено 10 «divisions», 51 «orders» и 130 родов, определённых на основе строения клюва и ног. Объединить линнеевскую биноминальную систему с бюффоновскими наблюдениями, а также задать новые направления для исследований попытался Франсуа-Мари Доден (1776—1804), который в 1800 году выпустил Traité élémentaire et complet d’ornithologie, ou histoire naturelle des oiseaux. Линнеевскую систему использовал Вьейо (1748—1830), который провёл долгое время в Северной Америке и Вест-Индии, а вернувшись по совету Бюффона подготовил монографию Histoire Naturelle des oiseaux de l’Amérique septentrionale (1807—1809), в которой высказал свои идеи относительно классификации птиц. Они нашли своё отражение в опубликованной в 1816 году Analyse d’une nouvelle ornithologie élémentaire; в этой монографии Вьейо выделил 5 отрядов, 57 семейств и 273 рода птиц. В последующем Вьейо переработал монографию, используя для названий таксонов более ранние труды. Из-за отказа французских музеев от сотрудничества, он давал описания птицам на основе экземпляров, доступных для широкой публики. Работа подверглась широкой критики современников, в частности Конрада Якоба Темминка и Кювье, которые отмечали повышенное внимание к строению лапы, а также большое количество плагиата. Обоюдная критика монографий и статей Темминка и Вьейо продолжалась несколько лет и нашла своё отражение в их работах.

### Системы высших таксонов
Под влиянием Лоренца Окена (1779—1851) в немецкой научной школе начался поиск постепенного движения природы к идеалу — человеку, а также деление на «искусственные» и «естественные» системы. На волне этой философии орнитологией занимался Bernhard Meyer (1767—1836), который классифицировал птиц неукоснительно следуя линнеевским принципам а в 1815 году труд Manuel d’ornithologie, ou tableau systematique des oiseaux qui se trouvent en Europe, ставший на много лет основной монографией по птицам Европы, выпустил Темминк (1778—1858). Его система классификации состоит из 16 отрядов и 201 родов, он почти полностью проигнорировал семейства.
Полную классификацию птиц на основе их внешних и внутренних характеристик разработал Блазиус Меррем (1761—1824). Карташёв считает Меррема первым учёным, который применил для классификации внутренние анатомические признаки. К 1788 году Меррем смог продемонстрировать основные идеи в работе Versuch eines Grundrisses zur allgemeinen Geschichte und natürlichen Eintheilung der Vögel, а в 1816 году реализовать некоторые из них в Tentamen Systematis naturalis Avium. Меррем фактически разделил птиц на два подкласса — бескилевых Ratitae и килевых Carinatae, а подавляющее большинство воробьиных птиц включил в подгруппу певчих Oscines.
- Accipitrinae — хищные птицы
- Passerinae — певчие птицы (воробьиные)
- Picarinae — дятловые птицы
  - Macrochires — стрижи, колибри
  - Caprimulginae — козодои, или ночные кукушки
  - Todidae — ракши, момоты, тоди, якамары
  - Cuculinae — кукушки, медоуказчики, трогоны
  - Picinae — дятлы, туканы, пуховки
  - Psittacinae — попугаи
  - Lipoglossae — птицы носороги, удоды, зимородки
  - Amphibolae — бананоеды, птицы мыши, гоацин
- Columbinae — голубеобразные
- Gallinaceae — куриные
  - Tetraonidae — тетеревиные
  - Phasianidae — фазановые
  - Penelopidae — краксы
  - Cripturidae — сорные куры
- Currentes — бегающие птицы (страусообразные)
- Grallae — болотные птицы
  - Alectorides — паламедеи, дрофы, кариамы, журавли
  - Fulicariae — лысухи и, видимо, другие пастушковые
  - Herodii — цапли
  - Pelargi — молотоглавы, аисты
  - Odontoglossae — фламинго
  - Hemiglottidae — ибисы, колпицы
  - Limicolae — кулики
- Natatores — плавающие птицы
  - Longipennes — чайковые
  - Nasutae — трубконосые
  - Unguirostres — гусеобразные
  - Steganopodes — веслоногие
  - Pigopodes — поганки, гагары, чистики, пингвины

После появления в Германии бразильской коллекции птиц на орнитологию обратил внимание энтомолог Иоганн Карл Вильгельм Иллигер (1775—1813). В своей работе Prodromus systematis mammalium et avium (1811) он пытался пересмотреть принципы классификации Линнея на всех уровнях, упорядочить номенклатуру и установить корректную терминологию, используя правильную латынь. Данная практика, около столетия поддерживаемая многими учёными, активно критиковалась Алланом Октавианом Юмом (1829—1912), который заявлял, что исправление грамматических ошибок — это лёгкий способ поставить против латинского названия своё имя. Иллигер продолжил работу по классификации птиц в монографии Tabellarische Uebersicht über die Vertheilung der Vögel über die Erde, опубликованной в 1816 году. В ней Иллигер выделил 7 отрядов, 41 семейство и 147 родов птиц, и отметил, что линнеевскую систему классификации не стоит перегружать названиями. Современные представления о семействе — категории, которую Иллигер расположил между отрядом и родом, — берут своё начало именно из этой работы.
Отношения между группами птиц на высоком уровне (выше видов и родов) рассматривал анатом Христиан Людвиг Нич (1782—1837). Новую систему птиц он предложил в работе «Изучение общей сонной артерии птиц» (Оbservationes de Avium arteria carotide communi) 1829 года и в монографии «Система птерилографии» (System der Pterylographie), напечатанной в 1840 году уже после смерти учёного. Нич исследовал сонные артерии, носовые железы, остеологические характеристики и многие другие особенности внутреннего строения птиц, он дал детальное описание особенностей размещения перьев на теле и различий в структуре пера. По словам Карташёва, стремление Нича сочетать разнообразные внутренние и внешние характеристики оказало большое влияние на развитие систематики птиц, многие из его группировок сохранились в почти неизменном виде по сей день, в частности, объединение стрижей и колибри, голубей и рябков, разделение гусеобразных, чайковых, трубконовых, попугаев. Нич определял восемь основных групп (отрядов) птиц: хищных, певчих, дятловых, голубеобразных, куриных, бегающих, болотных и плавающих.
Анри-Мари Дюкроте-де-Бленвиль (1777—1850) рассматривал характеристики брюшной полости и смог выделить настоящих воробьинообразных, а также отделить лирохвостов от курообразных. Эти исследования продолжил его ученик Félix Louis L’Herminier (1779—1833). Брюс отмечает, что классификация L’Herminier схожа с системой Нича, возможно некоторые идеи они разрабатывали совместно, либо были под влиянием работы Меррема.

### Пентаграммы и системы кругов
В Англии Николас Эйлуорд Вигорс (1785—1840) популяризировал классификацию, которая получила название Circular or Quinarian System. Согласно первоначальному описанию William Sharp MacLeay (1792—1865), философская идея этой системы заключалась в божественном порядке и умении выразить связь вещей геометрически и численно. Вигорс распространил эту идею на птиц и в 1824—1830 годы написал ряд статей на эту тему. Брюс выделил статью 1825 года Observations on the Natural Affinities that connect the Orders and Families of Birds, в которой Вигорс показывал, что все природные группы делятся на пять равноуровневых кругов, определяя пять отрядов, пять триб (или подотрядов) и пять семейств. Карташёв отмечал, что именно Вигорс в статье 1826 года On the arrangement of the Genera of birds предложил использовать название типичного рода с окончанием -idae для обозначения семейства: Parus — Paridae, Muscicapa — Muscicapidae. Уильям Свенсон (1789—1855) вслед за MacLeay и Вигорсом разрабатывал системы кругов, однако он делил пять на три и два и пытался найти подходящее место для каждого таксона по аналогии с соседними. Его группы по пять могли быть неполными, если он считал что нужный таксон ещё не был обнаружен. Классификация Свенсона на основе системы кругов нашла отражение в On the Natural History and Classification of Birds (1836—1837).

Семейство Corvidae по Каупу

«Магическое» число пять в своих попытках классификации птиц использовал Иоганн Якоб Кауп (1803—1873), который в 1844 году опубликовал детальную работу Classification der Säugethiere und Vögel, в соответствии с философской концепцией Окена. Вместо кругов он использовал пентаграммы, рассматривая пять анатомических характеристик, пять органов чувств, пять частей тела. Продолжением работы Каупа занимались Людвиг Райхенбах (1793—1879) (его деление базировалось на числе четыре), Леопольд Фитцингер (1802—1884) (расположивший птиц в пять параллельных рядов).
Ярым противником системы кругов был Хью Эдвин Стрикленд (1811—1853), который в 1842 году на основе 12-го издания «Системы природы» Линнея (1766) разработал современную номенклатуру. Стрикленд при этом использовал описания родов, сделанные Бриссоном в 1760 году. К концу XIX века учёные всё больше склонялись к идее использовать 10-е издание «Системы природы», которое, будучи выпущенным в 1758 году, позволяло отказаться от исключений, связанных с потерей хронологии при описании родов. Первым 10-е издание стал использовать Американское орнитологическое общество в 1886 году. Начиная с 1895 года, предпринимались попытки объединить конкурирующие номенклатуры, в результате которых в 1905 году появился первый свод правил, а в 1961 году — Международный кодекс зоологической номенклатуры, четвёртое издание которого вышло в 1999 году. Этот кодекс определяет номенклатуру до уровня семейств. В конце XIX — начале XX веков отношение к родам по Бриссону постоянно менялось, окончательно они вошли в номенклатуру в 1955 году.

### Системы низших таксонов
Работы по систематике птиц предпринимали многие другие учёные. Иоганн Георг Ваглер (1800—1832) в 1827 году выпустил первую часть Systema Avium, которая содержала информацию о 49 родах. Рене Примевер Лессон (1794—1849) в 1828 году опубликовал Manuel d’ornithologie, расширенный в 1830—1831 годы. Константин Вильгельм Ламберт Глогер (1803—1863) в работе 1834 года делил воробьинообразных на основе сиринкса, а в работе 1841—1842 года предложил много новых родов птиц. Эдвард Блит (1810—1873) при классификации птиц в 1838 году использовал не только анатомические характеристики, но и географическое распределение. Уильям Макгилливрей (1796—1852) также использовал анатомические характеристики в собственном труде о птицах, а во время работы над Ornithological Biography — текстового сопровождения к альбому иллюстраций Джона Джеймса Одюбона (1785—1851) «Птицы Америки» — он отметил особое строение сиринкса у многих воробьинообразных. Исследованием сиринкса у воробьинообразных также занимались Александр Андреевич Кейзерлинг (1815—1891) и Иоганн Генрих Блазиус (1809—1870), а Иоганн Петер Мюллер (1801—1858) разделил воробьинообразных на певчих и кричащих. Жан Луи Кабанис (1816—1906), редактор и основатель старейшего из действующих журналов по орнитологии — Journal für Ornithologie, — под влиянием работы Мюллера рассматривал при классификации такие внешние характеристики как строение лапы и количество первостепенных маховых перьев. Работы первой половины XIX века уточняли объём родов и их группировки в семейства, накапливали материал о географической изменчивости видов.
Джордж Роберт Грей (1808—1872) в 1840—1855 годы опубликовал несколько работ по родам птиц. В общей сложности он перечислил 2400 родов птиц, а также список видов для каждого рода, осуществив существенную коррекцию типовых видов. В 1869—1871 годы он опубликовал Handlist, содержащий максимально подробную информацию о предыдущих названиях родов и видов, а также большое количество других деталей. Брюс назвал эту работу новой классификацией, на которой основывалась вся последующая классификация и номенклатура.
- Отряд 1. Лазуны — попугаи, трогоны, бананоеды, туканы, дятловые, кукушки
- Отряд 2. Хищные — ночные (совы) и дневные
- Отряд 3. Воробьиные — кроме собственно воробьиных в современном понимании, стрижи, колибри, козодои, зимородки, щурки, удоды и др.
- Отряд 4. Голубиные — только голуби
- Отряд 5. Куриные — кроме собственно куриных, дрофы и страусовые
- Отряд 6. Голенастые (береговые птицы) — цапли, аисты, ибисы, кулики, пастушки
- Отряд 7. Лапчатоногие (плавающие птицы) — веслоногие, гусеобразные, чайковые, трубконосые, поганки, чистиковые, пингвины

В 1844 году ученик и последователь Темминка Герман Шлегель (1804—1884) сделал попытку использовать триноминальную номенклатуру, добавляя третье названия для местных вариаций видов; схожее представление используется в настоящее время для подвидов. Понадобилось более 50 лет чтобы такая номенклатура стала использоваться в систематике птиц. При поддержке Шлегеля и Темминка в Лейденском музее свою работу по систематики птиц начал Шарль Люсьен Бонапарт (1803—1857). Опасаясь за свою жизнь (на семью Бонапартов в Италии было совершено нападение), Бонапарт постарался быстрее закончить свою работу Conspectus Generum Avium, первый том которой, посвящённый воробьинообразным, вышел в 1850 году. Он базировался на консервативном подходе, но со временем Бонапарт разработал систему классификации таксонов птиц высокого порядка: он располагал семейства параллельными группами, определяя много новых семейств, родов и групп в процессе. Куэс писал: «Я считаю, что заслуги Бонапарта перед орнитологией прекратились в 1850 году» (англ. I regard Bonaparte’s services to the science of Ornithology to have ceased in 1850). Брюс полагал, что система Бонапарта схожа с немецкой традицией, ранее представленной Юмом. В последние годы Бонапарт интуитивно разрабатывал систематику основываясь на эволюционных представлениях.
В 1809 году в опередившей время «Философии зоологии» Жан Батист Ламарк (1744—1829) сформулировал теорию эволюции органического мира, в которой более высоко организованные формы произошли от менее организованных, а виды постоянно изменяются. Класс птиц Ламарк делил на семь отрядов, пользуясь лишь внешними признаками, размером кладки и образом жизни, и расположив их по мере возникновения. Ламарк полагал что лазуны, имеющие два направленных вперёд и два направленных назад пальца, схожи по своему строению с хамелеонами и являются наиболее примитивным отрядом. Первые четыре отряда у него включают птенцовых птиц, в то время как последние три — выводковых, а наиболее организованным является отряд лапчатоногих, который включает птиц, умеющих летать, плавать и нырять. По мнению Ламарка от лапчатоногих произошли однопроходные (ехидна и утконос), которых он включал в класс птиц либо рассматривал как самостоятельный класс. По словам Карташёва, данная классификация отражает преимущественно конвергентное сходство, связанное с приспособлением к сходным условиям жизни.

## Вторая волна (1867—1934)

### «Происхождение видов» Чарлза Дарвина
В 1859 году на основе множества разрозненных идей, которые высказывались в научном сообществе того времени Дарвин, Чарлз (1809—1882) опубликовал «Происхождение видов», сформировав концепцию теории эволюции и естественного отбора живых организмов}. Применение теории естественного отбора в классификации птиц позволяло отринуть предыдущие представления, и заняться созданием естественной системы, выяснением родственных отношений между отдельными группами и путей видообразования. Систематика птиц перестала основываться исключительно на аналогии. Альфред Рассел Уоллес (1823—1913), в 1864 году надеялся, что «хаос, который так долго существовал в орнитологии, скоро уступит место поистине естественной системе, которая должна получить всеобщее признание» (англ. the chaos which has so long existed in ornithology will soon give way to a truly natural system which must obtain general acceptance).
В 1866 году в Generalle Morphologie der Organismen Эрнест Генрих Геккель (1834—1919), занимающийся изучением морских беспозвонковых, предпринял первую попытку построить «родословное дерево» для изображения эволюции. От основания ствола этого дерева отходят три мощные ветви: растения, простейшие и многоклеточные, которые многократно ветвятся, отображая представления автора о родственных взаимоотношениях. Геккель включил в своё дерево ископаемых птиц, а наиболее древней группой веерохвостых птиц назвал трёхпалых страусов, давших начало остальным отрядам. По его представлениям обособившиеся от куриных голуби дали начало воробьиным и лазающим, от последних произошли певчие воробьиные, от которых в свою очередь произошли хищники. Карташёв отмечал неудачное использование признака птенцовости и выводковости и искусственную группировку по отрядам, которые объединяют неродственные группы. Несмотря на подчёркнуто филогенетический подход и разработку полезного метода, единственным сохранившимся элементом систематики птиц Геккеля является деление на ящерохвостых (сюда он относил описанного к тому времени археоптерикса) и веерохвостых.
- Отряд I. Saururae — ископаемые ящерохвостые
- Отряд II. Ratitae — бескилевые (все страусообразные птицы)
- Отряд III. Carinatae — килегрудые птицы
  - 1-й подотряд Dromaeognathae — дромеогнаты (имеют дромеогнатический тип нёба) — семейство тинаму;
  - 2-й подотряд Schizognathae — схизогнаты (схизогнатический, или щелевидный тип нёба) — 15 семейств, объединённых в 9 групп: кулики, журавли, пастушки, кариамы, дрофы, чайки, трубконосые, гагары, поганки, чистиковые, пингвины, трехперстки, рябки, голуби, куриные;
  - 3-й подотряд Desmognathae — десмогнаты (мосто-нёбные) — 29 семейств, объединённых в 8 групп: гусеобразные, фламинго, цапли, аисты, ибисы, веслоногие, совы, дневные хищники, попугаи, птицы мыши, бананоеды, дятловые, сизоворонковые, трогоны;
  - 4-й подотряд Aegithognathae — эгитогнаты (булаво-нёбные) — несколько семейств, объединённых в 2 группы: колибри, стрижи, козодои, воробьиные.

В 1867 году Томас Генри Гексли (1825—1895) опубликовал «О классификации птиц и о таксономическом значении изменений в строении костного нёба в этом классе» (On the classification of birds, and on the taxonomie value of the modification of certain of the cranial bones observable in that Class), рассматривая для определения высоких порядков птиц строение костного нёба. Применение единственной характеристики, связанное с тем, что черепа птиц в коллекциях встречался чаще, чем весь скелет, довольно скоро подверглось резкой критике. Выяснилось, что между отдельными типами существуют разнообразные переходы и даже в пределах известных групп встречаются разные типы нёба, в частности у куликов — схизогнатический с явными переходами к десмогнатическому и эгитогнатическому, у дятловых — схизогнатический, десмогнатический и эгитогнатический, у куриных — схизогнатический, а у краксов — десмогнатический. Вместе с тем, эта классификация оказала значительное влияние на развитие таксономии птиц, особенно после того как удалось показать связь формы с функциональными возможностями. Кроме того, она показала необходимость тщательного изучения большого количества признаков и использования для систематики сравнительной анатомии птиц.
Карл Якоб Сундеваль (1801—1875) опубликовал в 1872—1873 годы Methodi naturalis avium dispondarum tentamen, который в основном базировался на старой системе классификации и в момент своего появления на свет уже во многом устарел. Сундеваль равное внимание уделял внутренним и внешним характеристикам птиц, хотя со временем сконцентрировался на строении мышечной системы, в частности определяя воробьинообразных на основании absence of a vinculum between the deep flexor tendons of the toes. По словам Брюса, его работа, опубликованная в нужное время, получила большее внимание, чем она того действительно заслуживала. Из-за влияния Сундевалля и последнего на тот момент полного списка птиц, опубликованного Греем в 1869—1871 годы, систематика всё ещё основывалась на клювах, лапах и перьях (по словам Брюса, англ. beak-foot-feather school).
В Германии идеи Дарвина получили сильное сопротивление. Под влиянием всё ещё популярной «nature philosophy» XVI века в 1882 году была опубликована работа Антона Райхенова (1847—1941) Vögel der Zoologischen Garten. Райхенов был специалистом по птицам Африки и описал много новых видов, но его подход к таксономии подвергся критике со стороны Уильяма Роберта Огилви-Гранта (1863—1924), который полагал, что Райхенов при описании различных видов делал выводы о синонимизации не держав некоторых птиц в руках, а также был противником всего английского. Схожим образом во Франции Леон Ольф-Гальяр (1825—1893) не считал необходимым менять классификацию, опубликованную в 1857 году.

### Анатомические исследования
Во второй половине XIX века при поддержке секретаря Зоологического общества Лондона и редактора журнала Ибис Филипа Склейтера (1829—1913) было проведено большое количество анатомических исследований. Алфред Генри Гаррод (1846—1879) исследовал ноздри птиц, сонные артерии, трахеи, сиринксы и мышцы. Выведенная им «pelvic muscle formula» была опубликована в 1874 году в On certain muscles of birds and their value in classification и повлияла на определении систематики таксонов птиц высоко порядка. И Гаррод, и его ученик и коллега Вильям Александр Форбс (1855—1883), рано умерли. Их исследования несколько позже продолжил Франк Эверс Беддард (1858—1925), который структурировал все знания английских орнитологов и анатомистов того времени, опубликовав в 1898 году The Structure and Classification of Birds. Работа подверглась критике Уильяма Плейна Пайкрафта (1868—1942) в The History of Birds (1910) за акцент не на функциональных характеристиках, а на форме. Вместе с тем, Брюс отметил, что работа Беддарда легла в основу описания отрядов и семейств у Чарлза Сибли и Джона Алквиста в 1990 году.
Норвежский герпетолог Леонард Штейнегер (1851—1943), проработавший 58 лет в Смитсоновском институте, принимал участие в создание посвящённого птицам тома The Standard Natural History (1885). Он уделил большое внимание как анатомическим, так и внешним характеристикам птиц, доработал номенклатуру и подробно описал концепцию, которую использовал при упорядочивании высших таксонов. Штейнегер поместил воробьинообразных на последнее место, а также раздел их на группы, близкие к современной терминологии.
Сравнение старой классификации с новейшими для того времени разработками осуществил Эллиот Куэс (1842—1899). Как и британских орнитологов, его волновал вопрос положения отряда воробьинообразных среди остальных отрядов птиц. В 1872 году Куэс поместил его впереди остальных птиц, но в 1874 году изменил своё мнение и разместил их на последнем месте, такое же положение сохранилось в первом издании AOU Checklist (1886). В то же время Склейтер полагал, что воробьинообразные должны предварять список птиц, так они расположены в BOU Checklist (1915).
- А. Подкласс Saururae — ящерохвостые
  - Отряд 1. Archornithes (включает только ископаемого Archaeopteryx)
- Б. Подкласс Ornithurae — веерохвостые
  - Отряд 2. Struthiornithes — африканские страусы
  - Отряд 3. Rheornithes — американские страусы (нанду)
  - Отряд 4. Hippolectryornithes — австралийские страусы (казуары и эму)
    - Промежуточный отряд 1. Aepyornithiformes — эпиорнисообразные (вымерли)
    - Промежуточный отряд 2. Palamedeiformes — паламедееобразные

  - Отряд 5. Pelargornithes — водные, околоводные и хищные птицы
    - Подотряды: Anseriformes — гусеобразные; Podicipitiformes — поганкообразные (гагары, поганки, гесперорнисы — нелетающие ископаемые меловые зубастые птицы); Ciconiiformes — аистообразные (фламинго, ибисы, аисты, молотоглавы, китоглавы, все дневные хищники, все веслоногие)
    - Промежуточный отряд 3. Procellariiformes — трубконосые
    - Промежуточный отряд 4. Aptenodytiformes — пингвинообразные
    - Промежуточный отряд 5. Ichthyornithiformes — ихтиорнисы (летающие ископаемые меловые зубастые птицы)

  - Отряд 6. Charadriornithes — куликообразные
    - Подотряды: Charadriiformes — куликообразные (кулики, чайки, чистики, авдотки, дрофы); Gruiformes — журавлеобразные (солнечные цапли, все журавли, кариамы, кагу); Ralliformes — пастушковые (собственно пастушки, лапчатоноги, мадагаскарские пастушки, трехперстки)

  - Отряд 7. Alectorornithes — курообразные птицы
    - Подотряды: Apterygiformes — киви (бескрылые); Crypturiformes — тинаму; Galliformes — куриные (все группы в современном понимании, включая гоацина)
    - Промежуточный отряд 6. Columbiformes — голубеобразные (голуби, рябки)
    - Промежуточный отряд 7. Psittaciformes — попугаеобразные

  - Отряд 8. Coracornithes — ракшеобразные
    - Подотряды: Coccygiformes — кукушкообразные (турако или бананоеды, кукушки, якамары); Pico-Passeriformes — дятло-воробьинообразные (бородастики, туканы, медоуказчики, дятлы, все воробьиные, стрижи, колибри, птицы мыши, трогоны); Halcyoniformes — зимородковые (зимородки, удоды, птицы носороги, щурки); Coraciformes — ракши (собственно ракши, козодои, совы)

Ещё одним представителем анатомистов стал Макс Фюрбрингер (1846—1920), который особое внимание уделял соответствию функциональности и формы анатомических особенностей. В 1888 году он опубликовал двухтомную монографию «Исследования морфологии и систематики птиц» (Untersuchungen zur Morphologie und Systematik der Vögel), в которой исследовал строение как живых птиц, так и известные фоссилии и попытался отследить эволюционное развитие класса птиц. В первой части работы он исследовал плечевой пояс птиц, в частности размеры, положение, форму и другие особенности каракоида, лопатки, вилочки, грудины и её киля, суставной впадины, скелет крыла, нервы, мускулы и связки плечевого пояса и передней конечности. Во второй части на основе выполненных исследований и анализа других морфологических признаков он высказал свои соображения об их таксономическом значении. Фюрбрингер отмечал, что построение связей тех или иных групп птиц является субъективным. Фюрбрингер определил 45 родов (в его терминологии — «Gentes»), отказался от предложенного Мерремом деления птиц на килевых и бескилевых на основании отсутствия или наличия киля грудины, а также разделил Ratites на несколько отрядов. С другой стороны, для воробьинообразных он определил лишь два семейства, считая их исключительно схожими морфологически. Для наглядности Фюрбрингер привёл филогенетическое дерево, включающее ветвление до семейств, а в некоторых случаях — подсемейств и крупных родов. Согласно описанию Штреземана, филогенетическое дерево Фюрбрингера представляло собой толстый ствол с редкими ветками внизу для Ratites, выше которых расположен густой куст из многочисленных ветвей, которые либо расходятся, либо какое-то время продолжают оставаться параллельными. Фюрбрингер дал морфологические характеристики 73 семействам птиц, основным недостатком которой является сложная структура основных и промежуточных отрядов и большой объём основных отрядов.
Другом и последователем Фюрбрингера был Ганс Фридрих Гадов (1855—1928), работавший куратором коллекции Стрикленда и лектором в Кембридже. После исследования всех известных работ по классификации со времён Гексли, Гадов сформировал собственное видение классификации, временами отличающееся от позиции Фюрбрингера, которое он с извинениями об ещё одной версии систематики опубликовал в статье On the classification of birds (1892), а затем расширил в посвящённом систематике птиц втором разделе Klassen und Ordnungen des Thier-Reichs Генриха Георга Бронна. По сравнению с Фюрбрингером, Гадов использовал больший набор морфологических признаков, а кроме того, привлёк данные по характеру питания и эмбриологии. Классификация получилось довольно схожей, принципиальным отличием Карташёв назвал положение страусоподобных (бескилевых) птиц. Кроме того, систему Гадова отличает внешняя простота, отсутствие громоздких отрядов и промежуточных таксонов. Для надотряда килевых птиц Гадов определил две ветви, как два основных направления эволюции, каждую из которых разделил на две подгруппы, объединяющие отряды. Первая ветвь включала поганко-гагарообразных Colymbomorphae (отряды Ichthyornithes, Colymbiformes, Sphenisciformes, Procellariiformes) и водных, околоводных и хищных Pelargomorphae (отряды Ciconiiformes, Anseriformes, Falconiformes); вторая ветвь включала курообразные Alectoromorphae (отряды Tinamiformes, Galliformes, Gruiformes, Charadriiformes) и ракшеобразные Coraciomorphae (отряды Cuculiformes, Coraciiformes, Passeriformes). По словам Карташёва, в первой трети XX века система Гадова была наиболее популярной среди систематиков-орнитологов.
Артур Хамбл Эванс (1855—1943) написал том о птицах в серии The Cambridge Natural History (1899), который Брюс ставил в один ряд с работами Гадова и Беддарда. Другом и коллегой Гадова был Альфред Ньютон (1829—1907), который посвятил более 50 лет Кембриджскому университету и орнитологии. Ньютон опубликовал A Dictionary of Birds (1893—1896). В завершении дискуссии о классификации певчих воробьинообразных Ньютон отметил: «A perusal of the foregoing can hardly fail to confirm the doubts already expressed…as to the validity of any Systematic Arrangement of Birds as yet put forth. Still the history of ornithology, as here sketched, gives hope of the ultimate attainment of the object sought by so many earnest students of the Science, though a long time may yet elapse before that end is reached».
Ричард Боудлер Шарп (1847—1909) — по словам Брюса, самый знаменитый орнитолог на рубеже веков — опубликовал 27-томный Catalogue of Birds in the British Museum (1874—1899). В основу этой работы легла классификация Сундеваля, которая по мере написания каталога претерпевала изменения на основе исследований других авторов. В 1891 году Шарп опубликовал A Review of Recent Attempts to Classify Birds и представил его на Втором Международном орнитологическом конгрессе в Будапеште, а позже расширил, опубликовав пять томов A Hand-list of the Genera and Species of Birds (1899—1909).

### Классификация Ветмора
В начале XX века интерес к классификации таксонов высокого порядка снизился, так как учёные полагали, что они достигли своей цели. Новыми целями стало наведение порядка на уровне родов, видов, и лишь недавно введённых подвидов. Основными работами этого времени стали The Birds of North and Middle America Роберта Риджуэя (1850—1929), в которой воробьинообразные были расположены на первом месте, так как к музейным коллекциям небольших птиц доступ был заметно лучше, и Die Vögel der Paläarktischen Fauna Эрнста Хартерта (1859—1933), который также начал свой труд с более объёмных воробьинообразных, подтверждая потерю интереса к классификации высших таксонов. По словам Карташёва, до 1970-х годов всеобъемлющих работ по пересмотру систематики класса птиц было немного, они базировались на трудах Фюрбрингера и Гадова с некоторыми дополнениями или другой оценкой признаков. Малочисленные и отрывочные палеонтологические данные не могли повлиять на построение системы.
Таксонами высших порядков интересовался Валдрон Девитт Миллер (Waldron DeWitt Miller) (1879—1929), один из кураторов Американского музея естественной истории, который изучал птерилографию, пищеварительную систему, сонную артерию, мускулатуру конечностей, строение «стопы» и сухожилий птиц. Миллер совместно с Александром Ветмором (1886—1978) в 1926 году опубликовали классификацию птиц Северной Америки; подготовленное ими четвёртое издание AOU Checklist было опубликовано лишь в 1931 году, уже после смерти Миллера. Ветмор, который с 1920 года начал работать со Смитсоновским институтом, исследовал как живых птиц, так и их остатки, и при составлении своей классификации пользовался работой Гадова, особенно для неворобьинообразных птиц. Вслед за Гадовым он выделил 28 семейств певчих птиц, но 16 семейств кричащих птиц против 7 семейств у Гадова. В отличие от Гадова Ветмор, как и Фюрбрингер ранее, не объединял страусоподобных птиц в надотряд. Кроме того, он обособил пингвинов, выделив их в самостоятельный надотряд. Ветмор увеличил число отрядов до 33-х. Кракрафт на это отметил, что поздняя работа Ветмора, выпущенная в 1960 году, представляет сложную классификацию не-воробьинообразных птиц, и очень простую классификацию воробьинообразных. Классификация Ветмора была рекомендована на XI Международном орнитологическом Конгрессе в Базеле в 1954 году.
По Ветмору класс птиц выглядит следующим образом:
- Подкласс Archaeornithes — древние или ящерохвостые птицы
  - 1-й отряд Archaepterygiformes — ископаемые ящерохвостые птицы
- Подкласс Neornithes — настоящие, или веерохвостые, птицы
  - I надотряд Odontognathae — зубастые птицы
    - 2-й отряд Hesperornithiformes — ископаемые гесперорнисообразные

  - II надотряд Ichthyornithes — ихтиорнисы
    - 3-й отряд Ichthyornithiformes — ископаемые ихтиорнисообразные

  - III надотряд Impennes — плавающие
    - 4-й отряд Sphenisciformes — пингвинообразные

  - IV надотряд Neognathae — новонебные или типичные птицы
    - 5-й отряд Struthioniformes — страусообразные
    - 6-й отряд Rheiformes — нандуобразные
    - 7-й отряд Casuariiformes — казуарообразные
    - 8-й отряд Aepyornithiformes — вымершие эпиорнисообразные, страусо- или пастушковоподобные птицы Мадагаскара и Северной Африки
    - 9-й отряд Dinornithiformes — вымершие моаобразные, страусоподобные птицы Новой Зеландии
    - 10-й отряд Apterygiformes — кивиобразные
    - 11-й отряд Tinamiformes — тинамуобразные
    - 12-й отряд Gaviiformes — гагарообразные
    - 13-й отряд Podicipediformes — поганкообразные
    - 14-й отряд Trocellariiformes — буревестникообразные, или трубконосые
    - 15-й отряд Pelecaniformes — пеликанообразные, или веслоногие (фаетоны, пеликаны, олуши, бакланы, фрегаты)
    - 16-й отряд Ciconiiformes — аистообразные, или голенастые (цапли, аисты, ибисы, фламинго)
    - 17-й отряд Anseriformes — гусеобразные (паламедеи и собственно гусеобразные, утки, гуси, лебеди)
    - 18-й отряд Falconiformes — соколообразные
    - 19-й отряд Galliformes — курообразные
    - 20-й отряд Gruiformes — журавлеобразные (мадагаскарские пастушки, трехперстки, журавли, пастушки, лапчатоноги, кагу, солнечные цапли, кариамы, дрофы)
    - 21-й отряд Diatrymformes — ископаемые диатримообразные
    - 22-й отряд Charadriiformes — куликообразные (кулики, чайки, чистики)
    - 23-й отряд Columbiformes — голубеобразные (рябки, голуби)
    - 24-й отряд Psittaciformes — попугаеобразные
    - 25-й отряд Cuculiformes — кукушкообразные (бананоеды, или турако, и кукушки)
    - 26-й отряд Strigiformes — совообразные
    - 27-й отряд Caprimulgiformes — козодоеобразные
    - 28-й отряд Apodiformes — стрижеобразные (стрижи, колибри)
    - 29-й отряд Coliiformes — птицы-мыши
    - 30-й отряд Trogoniformes — трогонообразные
    - 31-й отряд Coraciiformes — ракшеобразные (зимородки, тоди, момоты, щурки, ракши, удоды, птицы носороги)
    - 32-й отряд Piciformes — дятлообразные (якамары, пуховки, медоуказчики, дятлы)
    - 33-й отряд Passeriformes — воробьинообразные

Джеймс Ли Питерс (1889—1952), будучи более 20 лет куратором коллекции птиц в Музее сравнительной зоологии в Гарвардском университете работал над каталогом птиц с 1923 года и в конце 1920-х годов из-за большого количества орнитологического материала пришёл как выводу что список птиц Шарпа уже устарел. Кроме того, в научный обиход вошла триноминальная номенклатура: Шарп писал в шутливой манере, что «три имени — это слишком много чтобы поместить на ярлык экспоната» (англ. three names were too many to put on a specimen label), и некоторые подвиды называл видами в биноминальной номенклатуре, хотя и соглашался, что они не являются таковыми. Питерс до своей смерти опубликовал семь томов Check-List of Birds of the World (1931—1951), в которых для неворобьинообразных птиц и части кричащих птиц пользовался классификацией Ветмора.
Эрвин Штреземан (1889—1972), один из самых влиятельных орнитологов Европы, занимался подготовкой тома о птицах для Kükenthal and Krumbach’s Handbuch der Zoologie, в котором он базировался на классификации Фюрбрингера и Гадова, используя несколько консервативный подход, основанный на изоляции и определении групп с неясными филогенетическими отношениями в самостоятельные отряды. Его классификация включает 48 отрядов живущих птиц (у Карташёва — 49 в работе 1934 года и 51 в 1959 году) против 20 у Гадова. Штреземан, как ранее Ветмор, завершил певчих группой птиц Нового Света с девятью первостепенными маховыми перьями. Водных птиц, включая пингвинов, он расположил рядом. Ископаемые группы упоминаются Штреземаном лишь в том случае, когда они объединяются с ныне живущими:
Несмотря на это, с начала XX века в исследовании таксонов птиц высокого порядка не наблюдалось какого-либо прогресса, а исследования учёных были сосредоточены на триноминальной номенклатуре. В 1930-е и 1940-е годы в моду стали входить молекулярные исследования, которые в то время продолжали оставаться на уровне видов.

## Третья волна (с 1951 года)

### Нерешённые проблемы систематики птиц
В 1951 году Эрнст Майр и Дин Амадон предложили новую классификацию птиц на основе многочисленных ревизий семейств и других таксонов высокого порядка. Толчком к этому исследованию послужило присоединение коллекции Ротшильда к фондам Американского музея естественной истории в Нью-Йорке. Майр и Амадон старались избегать ненужных изменений в ранних классификациях Ветмора и Штреземана; они выделили 28 отрядов птиц. Они приняли увеличение семейства мухоловковых (Muscicapidae), ранее предложенное Эрнстом Хартертом (1859—1933), который относил к этому семейству также славковых (Sylviidae), тимелиевых (Timaliidae) и дроздовых (Turdidae), а ворон и схожих птиц разместили в самом конце певчих птиц. Отмечая высокое качество систематизации воробьинообразных птиц в этой работе, Кракрафт добавлял, что неворобьинообразные таксоны представлены очень сложной структурой. В то же время Карташёв называл систему упрощённой, так как в ней за отрядами сразу следуют семейства, и только отряд воробьинообразных включает 4 подотряда, за которыми следуют надсемейства. В 1955 году Майр писал, что певчие воробьиные птицы не настолько единообразны, как учёные полагали ранее. Демонстрируя свои выводы он предостерегал читателя от ложных интерпретаций. В 1953 году Майр перебрался в Гарвард и стал продолжать Check-List of Birds of the World Питерса, последний том которого был опубликован в 1987 году.
В 1958 году Штреземан рассмотрел оставшиеся нерешёнными по его мнению проблемы систематики птиц. Он считал, что практически полное отсутствие палеонтологических данных даёт простор для любых филогенетических построений относительно всех групп птиц и добавлял, что «только удачные находки фоссилий могут нам помочь, но шансы их сделать очень малы» (англ. only lucky discoveries of fossils can help us, but the chances of making such finds are very small). Штреземан считал, что классификация таксонов птиц высокого порядка может оказаться трудновыполнимой, или полностью невыполнимой, так как все источники информации полностью исчерпаны. Схожим образом рассуждал Роберт Сторер в 1960 году, однако он полагал, что новые исследования, включая сравнение поведенческих характеристик и исследование химии белка, могут пролить свет на некоторые категории. Simpson в 1946 году полагал, что разделение известных отрядов птиц произошло в меловом или юрском периодах и эволюция птиц с начала кайнозоя почти не претерпела изменений по сравнению с эволюцией млекопитающих. В кайнозое авиафауна была заметно богаче, в позднем кайнозое (10 млн лет назад) предположительно насчитывалось 12—15 видов веерохвостых птиц, до наших дней сохранилось более 10 тысяч видов, многие таксоны вымерли до или во время плейстоцена.

### Ошибочные принципы классификации
В 1961 году Рене Ферхейен (René Verheyen) опубликовал абсолютно новую классификацию «Новая классификация не воробьиных птиц мира» (A new classification for the Non — Passerine Birds of the World), основанную на количественном анализе различных характеристик. Ферхейен сравнивал от 100 до 200 морфологических, экологических и поведенческих признаков, которые и ранее использовались систематики, однако Ферхейен принципиально по-другому подошёл к их оценке. Для определённой группы птиц он определил «морфологический потенциал» равным 100 %, с помощью арифметических операций он вычислял потенциал других групп и осуществлял процентное сравнение. При совпадении свыше 90 % Ферхейен относил виды к одному роду, свыше 70 % — к одному семейству, свыше 60 % — к одному подотряду, а свыше 50 % — к одному отряду. Ферхейен ошибочно полагал что при эволюции птиц конвергенция возникала редко и схожие признаки появлялись в группах общего происхождения. Кракрафт полагал, что «несмотря на своеобразность [классификация Ферхейена], тем не менее достаточно сложна по информационному наполнению» (англ. despite its idiosyncrasy, is nevertheless fairly complex in information content), а Штреземан раскритиковал эту попытку разработать абсолютно новую систематику на основе численного анализа характеристик. Ферхейен в основном рассмотрел неворобьинообразных птиц, не учитывая ископаемые группы. Чтобы показать различные направления эволюции в некоторых надотрядах им были введены ветви. Его классификацию, в которой 29 отрядов сгруппированы в 5 надотрядов, Карташёв охарактеризовал как экологическую, в которой надотряды объединяют птиц из сходных мест обитаний со сходным образом жизни и сравнил его с системой, используемой Леонидом Михайловичем Шульпиным (1905—1942) в 1940 году.
Среди множества других предложений того времени, базирующихся на ошибочных принципах, Штреземан вспоминал использование характеристик черепа для изучения charadriiformes Lowe (?), классификация певчих мышц на основе челюстных мышц Beecher (1953), использование систематики паразитов на птицах Timmermann (1957).
Помимо кладистического анализа широко распространённой оставалась традиционная эволюционная методология, а также численная phenetics, которая больше всего подходила к изучению родов и видов. Walter Bock в 1982 году пробовал объединить подходы, а Storrs Olson в 1985 году предложил классификацию птиц на основе «basal» and «higher» групп landbird assemblages and a waterbird assemblage. Karel Voous в 1985 году выпустил новую версию A Dictionary of Birds.

### Кладистика
Филогенетическую систематику в 1950 году предложил энтомолог Вилли Хенниг (1913—1976). В 1966 году его работа, положившая основу кладистики, была переведена на английский язык. Кладистический анализ базируется на разделении ancestral (plesiomorphic) and derived (apomorphic) характеристик. Первым новый принцип в отношении птиц применил Hans Wolters в конце 1970-х годов, который помимо сложной классификации таксонов высоких порядков предложил концепцию подродов. Кладистический анализ Джоеля Кракрафта (1981) содержал только таксоны высшего порядка. Общая последовательность таксонов в работе Кракрафта мало отличалась от традиционной, предложенной Ветмором. Кракрафт завершил свою кладограмму финчами.
В 1957 году Чарлз Сибли в попытках понять генетику гибридизации начал работу по сравнению белков птиц под электрофорезом. Он посчитал, что сравнительные исследования eggwhite proteins могут помочь установить соотношения таксонов высокого порядка. В 1973 году Сибли, который к тому времени уже работал вместе с Джоном Алквистом, сменил направление на исследование методами ДНК-гибридизации. В последующие два десятилетия эти методы стали основой для изучения и интерпретации таксономических связей. Сводную таблицу классификации птиц Сибли и Алквист представили в 1986 году на XIX Международном орнитологическом конгрессе в Оттаве, а двухтомная работа была представлена на XX Международном орнитологическом конгрессе в Крайстчерче (Новая Зеландия). По словам Брюса, независимо от того, как работа Сибли и Алквиста была воспринята отдельными учёными, она послужила сильным толчком к дальнейшим исследованиям таксонов птиц высоко порядка. Сибли утверждал, что их выводы на 75 % совпадали с традиционной систематикой.
По словам Евгения Александровича Коблика и Зеленкова, с этого времени кладистический подход к систематике птиц и других групп живых организмов стал доминировать в научном сообществе. Среди его преимуществ относительно Ветморовской и других традиционных систем учёные отмечают большую формализацию в рамках набора чётких правил молекулярных исследований, в то время как исследование морфологии, палеонтологии и биогеографии не позволяет оценить конвергенцию признаков. В то же время, для оценки родства использовалось только общее сходство, которого оказалось недостаточно. Кроме того, первоначальная система Сибли-Алквиста-Монро включала большое количество узлов ветвления и была сильно раздроблена.
Последующие работы по молекулярной систематике сосредоточены на последовательностях ядерной ДНК, отдельных порциях генома, или на исследованиях митохондриальной ДНК. Развитие технологий привело к более стабильным результатам, вместе с тем, оно показало противоречия при сопоставлении последовательностей митохондриальной и молекулярной ДНК. Построенные на основе таких исследований системы зачастую противоречат как морфологическим системам, так и друг другу. При сравнительном анализе морфологических данных необходимо различать ковергентные и родственные сходства, учитывать иерархию признаков. Вместе с тем, дополнительные молекулярные данные позволяют по новому взглянуть на морфологические признаки. Следующим шагом в определении систематики птиц учёные считают выяснение полного генома как можно большего числа видов<.
На рубеже XX и XXI веков на региональном уровне, в определителях и списках птиц Европы и Африки популярной оставалась традиционная классификация, в то время как в Азии был повсеместно принят новый подход. В Северной Америке, Южной Америке и Австралии учёным удалось объединить два подхода к классификации. По мнению Mayr & Bock (1994) до тех пор, пока новая система не станет устойчивой, следует придерживаться традиционной классификации, чтобы потом совершить один крупный переход.

## Воробьинообразные
Камнем преткновения орнитологов XX века стала систематика отряда воробьинообразных, в особенности подотряда певчих воробьиных Passeres (Oscines), который объединяет около половины известных ныне живущих видов птиц. Споры велись о формировании семейств и порядке их перечисления. Коблик назвал таксономию отряда воробьинообразных «одной из самых неустойчивых и противоречивых», с наибольшей нестабильностью на уровне ранга семейства.
По Ветмору (1960), подотряд певчих воробьиных включает следующие семейства: Alaudidae — Hirundinidae — Dicruridae — Oriolidae — Corvidae — Cracticidae — Grallinidae — Ptilonorhynchidae — Paradi- saeidae — Paridae — Sittidae — Hyposittidae — Certhiidae — Paradoxornithidae — Chamaeidae — Timaliidae — Campephagidae — Pycnonotidae — Chloropseidae — Cinclidae — Troglodytidae — Mimidae — Turdidae — Zeledoniidae — Sylviidae — Regulidae — Muscicapidae — Prunellidae — Motacillidae — Bombycillidae — Ptilogonatidae — Dulidae — Artamidae — Vangidae — Laniidae — Prionopidae — Cyclarhidae — Vireolaniidae — Callaeidae — Sturnidae — Meliphagidae — Nectariniidae — Dicaeidae — Zosteropidae — Vireonidae — Coerebidae — Drepanididae — Parulidae — Ploceidae — Icteridae — Tersinidae — Thraupidae — Catamblyrhynchidae — Fringillidae (Fringillinae + Emberizinae).
Майр и Амадон (1951) предложили иную систему подотряда певчих воробьиных. Они объединяют многие группы птиц, рассматриваемые Ветмором как самостоятельные семейства, в семейство мухоловковых, включающее более 1460 видов, а многие остальные семейства определили в 9 групп без самостоятельных названий и таксономического ранга. Alaudidae — Hirundinidae — Pycnonotidae — Irenidae — Campephagidae- Muscicapidae (Muscicapinae, Timaliinae, Sylviinae, Malurinae, Turdinae, Miminae, Troglodytinae, Cinclinae) — Prunellidae — Motacillidae — Laniidae — Prionopidae — Vangidae — Artamidae — Bombycillidae — Certhiidae — Sittidae — Paridae (Parinae, Remizinae, Aegithalinae) — Dicaeidae — Nectariniidae — Meliphagidae — Zosteropidae — Vireonidae — Drepaniidae — Thraupidae (Parulinae, Coerebinae, Catamblyrhynchinae, Thraupinae, Pyrrhuloxiinae) — Tersinidae — Fringillidae — Icteridae — Ploceidae — Sturnidae — Oriolidae — Dicruridae — Corvidae — Cracticidae — Grallinidae — Callaeidae — Ptilonorhynchidae — Paradisaeidae.
Делакур и Вори (Delacour J., Vaurie Ch.) в 1957 году в A classification of the Oscines (Aves) сформировали три группы певчих воробьинообразных: 1. Alaudidae — Hirundinidae — Motacillidae — Prionopidae — Vangidae — Artamidae — Cracticidae — Laniidae — Oriolidae — Dicruridae — Crallinidae — Callaeidae — Sturnidae — Corvidae — Paradisaeidae (Paradisaeinae, Ptilonorhynchinae); 2. Bombycillidae — Campephagidae — Pycnonotidae — Irenidae — Cinclidae — Troglodytidae — Mimidae — Prunellidae — Muscicapidae (Pachycephalinae, Sylviinae, Polioptilinae, Malurinae, Muscicapinae, Turdinae, Timaliinae, Paradoxornithinae) — Aegithalidae — Paridae (Parinae, Sittinae, Tichodromaininae) — Certhiidae — Salpornithidae; 3. Remizidae — Dicaeidae — Nectariniidae — Zosteropidae — Meliphagidae — Ploceidae — Fringillidae — Emberizidae (Emberizinae, Thraupinae, Parulinae) — Vireonidae — Drepaniidae — Icteridae.
Ещё одну систему предложили Майр и Гринуэй (Mayr Е., Greenway J. С.) в 1956(8) году в Sequence of Passerine Families (Aves): Alaudidae — Hirundinidae — Motacillidae — Campephagidae — Pycnonotidae — Irenidae — Laniidae — Prionopidae — Vangidae — Bombycillidae — Ptilognathidae — Cinclidae — Troglodytidae — Mimidae — Prunellidae — Muscicapidae (Turdinae, Timaliinae, Paradoxornithinae, Polioptilinae, Sylviinae incl. Regulus, Malurinae, Muscicapinae, Monarchinae, Pachycephalinae) — Paridae — Sittidae (Hyposittinae, Neosittinae) — Certhiidae — Dicaeidae — Nectariniidae — Zosteropidae — Meliphagidae — Emberizidae (Emberizinae, Cardinalinae, Thraupinae, Tersininae, Coerebinae) — Parulidae — Drepaniidae — Vireonidae — Fringillidae (Fringillinae, Carduelinae) — Estrildidae — Ploceidae — Sturnidae — Oriolidae — Corvidae.
На XI Международном орнитологическом конгрессе, проходившем в 1954 году в Базеле в Швейцарии, был сформирован комитет, призванный выработать консенсус о порядке oscine families. В 1956 году Mayr & Greenway опубликовали результаты этой работы, расположив на последнем месте ворон. Опубликованные в 1957 году работы Wetmore, Amadon, и Delacour & Vaurie продолжали завершать список финчами. Проблема заключалась в том, что читатели оказывались в затруднении: в каком месте искать семейство — в начале списка, в конце, или в середине. Несмотря на продолжающую дискуссию, положение ворон в конце воробьинообразных со временем стало превалировать.
Так как нестабильная система затрудняла практическую работу и использование литературы, то требовалось уменьшить существующие разногласия. В качестве альтернативы Моро в 1960 году предлагал использовать филогенетические отношения на уровне порядков и выше, а перечень семейств и родов давать в алфавитном порядке.
Именно «Базельская» классификация воробьинообразных была рекомендована для экологических и фаунистических исследований. Хотя Коблик и другие утверждают, что она носит скорее договорной характер и слабо подкреплена с филогенетических позиций, они отмечают, что её отмена может привести к «мировоззренческой катастрофе» и «хаосу». Учёные отмечают, что консенсусными среди орнитологов являются такие новые трактовки, как разграничение надсемейств Corvida и Passerida, а также пересмотр филогенетических связей райских мухоловок Monarchidae, трясогузковых Motacillidae, завирушек Prunellidae и некоторых других, в то время как продолжаются споры относительно некоторых других изменений. В частности, помещения Sapayoa aenigma из семейства Pirpidae в ширококлювов Eurylaimidae или Tyrannidae, ревизии семейства Fringillidae, в которое включили гавайских цветочниц Drepanididae, а также роды Euphonia и Chlorophonia, ранее относимые к танаграм, ревизии конусоклювых птиц Нового Света.

## Названия птиц
Со времён Древней Греции виды старались называть одним словом, а при появлении нового вида, похожего на известный, к названию добавляли прилагательное. Таким образом, помимо просто синицы появились большая синица, синица малая и синица хохлатая. Со временем название нового вида могло превратиться в длинную фразу, что затрудняло работу учёных. В одной из ранних работ обыкновенная пчела получила название Apis bubescens, thorace subgriseo, abdomine fusco, pedibus posticis glabris, utrinque margine ciliatis («пчела волосатая, головогрудь сероватая, брюшко бурое, задние ножки гладкие, остальные с ресничками»).
Пятитомный трактат Конрада Геснера (1516—1565) Historiae animalium содержал около 3500 страниц информации о всех известных ему видах животных. Геснер давал животным названия из двух слов, в которых второе относилось к первому; позднее этим подходом воспользовались Рудольф Якоб Камерариус (1665—1721), а затем и Карл Линней.
Зоологическая номенклатура в современном её представлении берёт начало с десятого издания «Системы природы» Карла Линнея, опубликованного в 1758 году. Для обозначения видов Линней использовал биноминальный подход, формируя его из двух слов: первое слово представляет собой наименование рода, второе характеризует конкретный вид. Такой подход даёт представление о близких видах уже на основе названия. Линней остановился на этой системе при подготовке списка растений к изданию Species Plantarum — 1753 год является годом начала ботанической номенклатуры, а в 1754 году при подготовке Museum Adolphi Friderici Regis он использовал её для некоторых животных, включая птиц.